# 2004-es amerikai elnökválasztás
A 2004-es amerikai elnökválasztást az Egyesült Államok alkotmányának előírása szerint 2004. november 2-án, kedden tartották. A Republikánus Párt jelöltje, George W. Bush hivatalban lévő elnök legyőzte a Demokrata Párt jelöltjét, John Kerryt. 
Bush szűk 35 elektori szavazattal nyert, és a szavazatok 50,7%-át szerezte meg. Bush elnyerte a déli és a hegyvidéki államokat, és megszerezte a döntő fontosságú Ohio, Iowa és Új-Mexikó államokat, amelyek közül az utóbbi kettő az előző választáson még a demokratákra szavazott. Bár Kerry New Hampshire-t is megnyerte, Bush több elektori szavazatot és államot nyert, mint 2000-ben. Ohio volt a döntő állam, és úgy vélték, hogy ez az az állam, amely lehetővé tette Bush számára az újraválasztását. A választási folyamat egyes aspektusai ellentmondásosak voltak, bár nem olyan mértékben, mint a 2000-es elnökválasztáson. Bush 5%-os különbséggel nyerte meg Floridát, amely jelentős javulást jelent a négy évvel korábbi győzelméhez képest, ahol a Bush kontra Gore ügy következtében idő előtt befejezték a szavazatok számlálását, és Bushnak adták a győzelmet. Ez maradt a legutóbbi elnökválasztás, amelyen a republikánus jelölt megnyerte Coloradót, Új-Mexikót és Virginiát. Egy hűtlen elektor Minnesotából John Edwardsra szavazott elnöknek.

## Jelöltek

### Republikánus Párt
| A Republikánus Párt jelöltjei, 2004    |                                          |
| George W. Bush                         | Dick Cheney                              |
| elnökjelölt                            | alelnökjelölt                            |
|                                        |                                          |
| Az Egyesült Államok elnöke (2001–2009) | Az Egyesült Államok alelnöke (2001–2009) |

A hivatalban lévő elnök, George Bush volt a Republikánus Párt biztos jelöltje, komoly ellenzék nélkül. A Rhode Island-i Lincoln Chafee szenátor megfontolta, hogy háborúellenes platformján kihívja Busht New Hampshire-ben, de Szaddám Huszein 2003 decemberi elfogása után úgy döntött, hogy nem indul a választáson. Dick Cheney alelnök felajánlotta a lemondását, „ha Bush elnök úgy érezné, hogy jobb esélye van nyerni valaki mással alelnökjelöltként,” de Bush ezt elutasította.

### Demokrata Párt
| A Demokrata Párt jelöltjei, 2004    |                                    |
| John Kerry                          | John Edwards                       |
| elnökjelölt                         | alelnökjelölt                      |
|                                     |                                    |
| Massachusetts szenátora (1985–2013) | Dél-Karolina szenátora (1999–2005) |

| 2004-es Demokrata előválasztások eredményei          | 2004-es Demokrata előválasztások eredményei           | 2004-es Demokrata előválasztások eredményei     | 2004-es Demokrata előválasztások eredményei                     | 2004-es Demokrata előválasztások eredményei      | 2004-es Demokrata előválasztások eredményei                     | 2004-es Demokrata előválasztások eredményei |
| ---------------------------------------------------- | ----------------------------------------------------- | ----------------------------------------------- | --------------------------------------------------------------- | ------------------------------------------------ | --------------------------------------------------------------- | ------------------------------------------- |
| John Kerry Massachusetts szenátora 9 930 497 (61,0%) | John Edwards Dél-Karolina szenátora 3 162 337 (19,4%) | Howard Dean Vermont kormányzója 903 460 (5,55%) | Wesley Clark Szövetségesek európai főparancsnoka 547 369 (3,4%) | Dennis Kucinich Ohio képviselője 620 242 (3,81%) | Al Sharpton Aktivista és televíziós műsorvezető 380 865 (2,34%) |                                             |

A demokrata előválasztás államonként. A kék John Kerry, a piros John Edwards, a sárga Howard Dean és a zöld Wesley Clark által megnyert államokat jelöli.

A 2004-es demokrata párti előválasztások 2004. január 14. és június 8. között zajlottak, hogy megválasszák a Demokrata Párt elnökjelöltjét. Az előválasztások előtt Howard Dean vermonti kormányzó volt a jelölés esélyese; John Kerry massachusettsi szenátor azonban két korai választáson is győzött: az iowai előválasztásokon és a New Hampshire-i előválasztáson. Ezek a győzelmek megerősítették Kerry korábban gyenge kampányát. Március 11-re Kerry elegendő delegáltat kapott a jelöltség elnyeréséhez. A többi jelentős jelölt között volt John Edwards észak-karolinai szenátor és Wesley Clark nyugalmazott amerikai tábornok. Kerry felkérte John McCain republikánus szenátort, hogy legyen alelnökjelöltje, de McCain visszautasította az ajánlatát. Július 6-án Kerry Edwardsot választotta jelöltjének, nem sokkal azelőtt, hogy a 2004-es demokrata nemzeti konvenciót még abban a hónapban megtartották Bostonban.

## Kampány

### Gazdaság
A Bush-kormány alatt 2001-ben és 2003-ban adócsökkentéseket fogadtak el, Bush támogatásával. Kerry az adócsökkentések ellen szavazott. A 2004-es kampány során Bush dicsérte ezeket az adócsökkentéseket, mondván, hogy azok segítették a gazdaság növekedését. Kerry ezzel szemben támadta Busht, amiért elnöksége alatt nem sikerült munkahelyeket teremtenie. Kerry kijelentette, hogy csökkenteni akarja az Egyesült Államok költségvetési hiányát azáltal, hogy korlátozza a kormány költekezését, miközben megszünteti a különböző adókedvezményeket a vállalkozások számára. Kerry emellett támogatta a további munkavállalókat alkalmazó vállalkozásoknak nyújtott adókedvezményeket. Bush megtámadta Kerryt gazdasági politikája miatt, mondván, hogy azok miatt az amerikaiaknak magasabb adókat kellene fizetniük. Bush azért is támadta Kerryt, mert korábban támogatta az adóemeléseket, például a szövetségi benzinadó javasolt emelését.

### Külpolitika
Bush azzal védte az iraki háborút, hogy az szükséges volt a terrorizmus megállításához. Azt is mondta, hogy az Egyesült Államok előrelépést ért el a terrorizmus megállításában más országokban. Bush támadta Kerryt, amiért ellenezte az iraki háborút, miután 2002-ben megszavazta annak engedélyezését, és ezt a véleményváltást kiemelte, mint egyike a soknak, amely Kerry politikájában látható volt. Kerry azzal érvelt, hogy Bush félrevezette az amerikai közvéleményt az iraki háború folytatásával, megjegyezve, hogy Irakban nem találtak illegális fegyvereket. Azt mondta, hogy az iraki háború hiba volt és elterelés a terrorizmusról más országokban, például Afganisztánban. A választások utáni felmérések szerint a külpolitikai aggodalmak voltak a legfontosabb kérdések a választók számára.

### Egészségügy
Az egészségügyi megtakarítási számlákat 2004-ben hozták létre George W. Bush elnök alatt, aki szintén támogatta a kiterjesztésüket, és adócsökkentést javasolt, hogy segítse a magánszemélyeket egészségbiztosítás kifizetésében, valamint engedélyezte volna kisvállalkozásoknak, hogy csoportos biztosításokra fizessenek. John Kerry 2004-es kampánya ezzel szemben az állami egészségügy kiterjesztésére és a munkáltatók által nyújtott biztosítások támogatására összpontosított. Egészségügyi szakértők úgy vélték, hogy Kerry javaslatainak szélesebb körű hatása lenne. Kerry bírálta Busht az embrionális őssejtkutatás korlátozása miatt is, a tudományos fejlődés akadályának nevezve azt.

### Oszáma bin Láden
Október 29-én, négy nappal a választások előtt, az al-Dzsazíra részleteket sugárzott abból a videóból, amelyen Oszáma bin Láden az amerikai néphez szól. Beszédeiben bin Laden megemlíti a szeptember 11-i támadásokat, és gúnyt űzött Bushból az ezekre adott válasza miatt. A videó megjelenését követő napokban Bush előnye Kerryvel szemben több ponttal nőtt.